# 吴尚贤 (1920年)
吴尚贤（1920年10月22日—2001年3月2日），男，宁夏青铜峡人，中华人民共和国水利工程专家，无党派人士，宁夏回族自治区政协原副主席。

## 生平
1920年10月22日（农历九月十一）生于甘肃省宁夏道宁朔县大坝乡（1984年改置为青铜峡市大坝镇）。先后就读于大坝乡小学、银川师范附属高小、宁夏中学。1941年考入重庆国立中央大学，先在电机系后转水利工程系。1946年毕业后，在甘肃省水利局参加工作。历任甘肃省高台马尾湖水库工程处副处长、临泽沙河堡地下水工程处处长等职。1949年中华人民共和国成立后，任甘肃省水利局武威黄羊河工程处副处长。1951年调回宁夏水利系统工作，任工程处副处长。文化大革命期间受到冲击。1979年10月，任宁夏回族自治区水利局副局长、副总工程师。1983年至1998年，任宁夏回族自治区政协副主席。1999年离休。2001年3月2日因直肠癌病逝。